# Crematogastrini
Crematogastrini – plemię mrówek z podrodziny Myrmicinae.
Wyniki analiz filogenetycznych opublikowane w 2015 roku przez Philipa S. Warda pozwoliły rozpoznać to plemię jako jeden z 6 głównych kladów Myrmicinae, obejmujący następujące rodzaje:

- Acanthomyrmex
- Adlerzia
- Ancyridris
- Aretidirs[3]
- Atopomyrmex
- Calyptomyrmex
- Cardiocondyla
- Carebara
- Cataulacus
- Crematogaster
- Cyphoidris
- Dacatria
- Dacetinops
- Dicroaspis
- Dilobocondyla
- Diplomorium
- †Enneamerus
- †Eocenomyrma
- Eutetramorium
- Formicoxenus
- Formosimyrma
- Gauromyrmex
- Goaligongidris
- Harpagoxenus
- Huberia
- †Hypopomyrmex
- Indomyrma
- Kartidris
- Lasiomyrma
- Leptothorax
- Liomyrmex
- †Lonchomyrmex
- Lophomyrmex
- Lordomyrma
- Malagidris
- Mayriella
- Melissotarsus
- Meranoplus
- Metapone
- Myrmecina
- Myrmisaraka
- Nesomyrmex
- Ocymyrmex
- †Oxyidris
- †Parameranoplus
- Paratopula
- Perissomyrmex
- Peronomyrmex
- Podomyrma
- Poecilomyrma
- Pristomyrmex
- Proatta
- Propodilobus
- Recurvidris
- Rhopalomastix
- Romblonella
- Rostromyrmex
- Rotastruma
- Royidris
- Secostruma
- Stereomyrmex
- †Stigmomyrmex
- †Stiphromyrmex
- Strongylognathus
- Temnothorax
- Terataner
- Tetheamyrma
- Tetramorium
- Trichomyrmex
- Vitsika
- Vollenhovia
- Vombisidris
- Xenomyrmex